# ديريك ماي (موسيقي)
ديريك ماي (بالإنجليزية: Derrick May)‏ هو دي جي نادي ‏ ودي جيه وموسيقي أمريكي، ولد في 6 أبريل 1963 في ديترويت في الولايات المتحدة.

## وصلات خارجية
- الموقع الرسمي
- ديريك ماي على موقع IMDb (الإنجليزية)
- ديريك ماي على موقع ميوزك برينز (الإنجليزية)
- ديريك ماي على موقع ميوزك برينز (الإنجليزية)
- ديريك ماي على موقع أول ميوزيك (الإنجليزية)
- ديريك ماي على موقع ديسكوغز (الإنجليزية)
- ديريك ماي على موقع قاعدة بيانات الفيلم (الإنجليزية)